# Mutsuo Takahashi
Mutsuo Takahashi (高橋 睦郎 Takahashi Mutsuo?) nacido el  15 de diciembre de 1937 es uno de los más importantes y prolíficos poetas, ensayistas y escritores contemporáneos del Japón, con más de tres docenas de colecciones de poemas, varias obras en prosa y docenas de ensayos publicados, además de haber recibido varios premios literarios de importancia. Es especialmente conocido por el homoerotismo que se puede ver claramente en su obra. Actualmente vive en la costa, en Zushi, a varios kilómetros al sur de Yokohama, en Japón.

## Primeros años
Nacido en 1937, en el sur rural de la isla de Kyushu, Takahashi pasó sus primeros años viviendo en el campo en Japón. Tal como Takahashi describe en sus memorias, «Doce vistas desde la distancia» (十二の遠景 Jū-ni no enkei?), publicado en 1970, su padre, un trabajador en una fábrica metalúrgica, murió de neumonía cuando Takahashi tenía 105 días de edad, dejando a su madre al cuidado de la familia. Aprovechando las oportunidades que presentaba la expansión del Imperio japonés, la madre abandonó a Takahashi y su hermana con los abuelos en el pueblo rural de Naokata y se trasladó a Tianjin en China, para quedarse con su amante.
Debido a la pobreza de sus abuelos, Takahashi pasó mucho tiempo con su familia extensa y otros vecinos. Especialmente importante durante estos años fue un tío, que sirvió de figura esencial en el desarrollo de Takahashi, como modelo masculino y objeto de amor. Pero la desgracia se cebó de nuevo en Takahashi; el tío, que más tarde aparecerá descrito en multitud de poemas de juventud, fue enviado al campo de batalla en Birmania, donde murió de enfermedad.
Después de la vuelta de la madre de Takahashi al Japón, se trasladaron a vivir al puerto de Moji, en el momento en que se intensificaban los bombardeos estratégicos de los Aliados sobre Japón.  Los recuerdos de Takahashi cuentan que, a pesar de que odiaba la guerra, la II Guerra Mundial ofrecía un circo caótico y aterrador para sus compañeros de clase, que solían ir a mirar embelesados los restos de los B-29 que caían del cielo y ver volar por los aires a los barcos destruidos por las minas. Takahashi relata que sintió un gran alivio cuando terminó la guerra.
En sus memorias y entrevistas, Takahashi ha mencionado que durante el tiempo que pasó con sus compañeros de escuela se hizo cada vez más consciente de su propia preferencia sexual por los hombres. El hecho fue uno de los temas recurrentes en su primer libro de poesía publicado en 1959.

## Primeros escritos
Tras un ataque de tuberculosis, Takahashi se graduó en la Universidad de Fukuoka de Educación, y en 1962 se trasladó a Tokio. Durante muchos años trabajó para una compañía de publicidad, pero entretanto, escribía gran cantidad de poesía. El primero de sus libros en conseguir atención a nivel nacional fue Árbol de rosas, amantes falsos (薔薇の木･にせの恋人たち Bara no ki, nise no koibito-tachi?), una antología publicada en 1964 que describe el amor homosexual con un lenguaje directo y enérgico. Una crítica positiva realizada por Jun Etō fue publicada en el periódico Asahi shimbun, con la fotografía de Takahashi —uno de los raros casos en los que la fotografía de un poeta se incluyó en la sección de literatura.
Hacia la misma época, Takahashi envió la colección al novelista Yukio Mishima, que entró en contacto con él y le ofreció usar su nombre para promocionar la obra de Takahashi. Ambos desarrollaron una estrecha relación y amistad que duró hasta el suicidio de Mishima en 1970. Entre otras buenas amistades que Takahashi hizo en ese tiempo se cuentan Tatsuhiko Shibusawa, que tradujo al Marqués de Sade al japonés, el poeta surrealista Chimako Tada, que comparte con Takahashi el interés por la Grecia clásica, el poeta Shigeo Washisu, que también estaba interesado en los clásicos y las ramificaciones existencialistas del homoerotismo. Takahashi colaboró con estos dos últimos poetas para crear una revista literaria, El simposio (饗宴 Kyōen?), cuyo nombre se derivaba del famoso diálogo de Platón. Este interés por el erotismo y el existencialismo, a su vez, es un reflejo de una corriente existencialista en la literatura y cultura japonesa de las décadas de 1960 y 70.
El homoerotismo permaneció un elemento importante en su poesía escrita en verso libre a lo largo de la década de 1970, incluyendo el largo poema Ode (頌 Homeuta?), que el publicista Winston Leyland ha calificado como «el gram poema gay del siglo XX». Muchos de esos primero trabajos han sido traducidos al inglés por Hiroaki Sato y reeditados en la colección Partings at dawn: an anthology of Japanese gay literature («Despedidas al amanecer: una antología de literatura gay japonesa»).
En esa misma época, Takahashi comenzó a escribir prosa. En 1970 publicó Twelve Views from the Distance («Doce vistas desde la distancia») sobre su infancia y juventud y la novela corta The Sacred Promontory (聖なる岬 Sei naru misaki?) sobre su despertar erótico. En 1972 escribió A Legend of a Holy Place (聖所伝説 Seisho densetsu?), una novela corta surrealista inspirada en sus experiencias durante un viaje de ćuarenta días a Nueva York, en el que Donald Richie lo guio a través de los lugares gay y underground de la ciudad. En 1974 editó Zen’s Pilgrimage of Virtue (善の遍歴 Zen no henreki?), una reescritura homoerótica y a menudo muy divertida de la leyenda de Sudhana que se encuentra en el clásico budista, Sutra de la Guirnalda.

## Carrera literaria posterior
Hacia 1975, Takahashi comenzó a explorar con su escritura un abanico más amplio de temas, tales como el destino de la humanidad, sus viajes a diversas naciones del mundo y las relaciones en el mundo moderno. Con esta ampliación de su temática, la poesía de Takahashi comenzó a alcanzar a un público más diverso y numeroso.
Al igual que sus primeros escritos, los textos de Takahashi muestran una gran erudición, incluyendo una profunda comprensión de la literatura y el arte del mundo. De hecho, muchas de las antologías publicadas desde la década de 1980 incluyen poemas dedicados o sobre autores del mundo importantes, incluyendo a Jorge Luis Borges, Jean Genet, Ezra Pound y Chimako Tada —cada uno, un homenaje a un predecesor literario importante. Por ejemplo, en 2010, Takahashi editó un estrecho libro de poemas para acompañar en 2010 la exhibición de las obras del artista estadounidense Joseph Cornell.
A pesar de que Takahashi ha sido más activo dentro de la poesía de verso libre, también ha escrito en verso tradicional japonés (tanto tanka como haiku), novelas, obras de teatro nō y kyōgen, reescrituras de dramas griegos y poesía épica, innumerables obras de crítica literaria e incluso el libreto de una ópera del compositor japonés Akira Miyoshi.
Desde la década de 1970 y la ampliación de los temas, así como desde que ha dejado de trabajar en la agencia de publicidad en la década de 1980, el ritmo de sus publicaciones no ha hecho más que aumentar. Ha recibido numerosos premios literarios de relevancia en Japón, como el Premio Rekitei, el Premio literario Yomiuri, el Premio Takami Jun, Premio de poesía moderna Hanatsubaki y el Premio Shika Bungakukan; en 2000 ganó el prestigioso Premio Kunshō por sus contribuciones a la literatura japonesa moderna. Sus poemas han sido traducidos a lenguas tan diversas como el chino, el noruego, el español y el afrikáans.
Takahashi vive en la actualidad en la ciudad costera de Zushi, a diez kilómetros de Yokohama. Realiza lecturas y conferencias con frecuencia en todo el mundo.

## Obra

### Traducciones al inglés
- Takahashi, Mutsuo (1975), Poems of a Penisist, trad. Hiroaki Sato, Chicago: Chicago Review Press. ISBN 978-0-914090-08-3.
- Takahashi, Mutsuo (1984), A Bunch of Keys: Selected Poems, trad. Hiroaki Sato, Trumansburg, NY: Crossing Press. ISBN 978-0-89594-144-2.
- Takahashi, Mutsuo (1992), Sleeping, Sinning, Falling, trad. Hiroaki Sato, San Francisco: City Lights Books, 1992. ISBN 978-0-87286-268-5.
- Takahashi Mutsuo (1996), Selections, trad. Stephen D. Miller, Hiroaki Sato y Steven Karpa, Partings at Dawn: An Anthology of Japanese Gay Literature, ed. Stephen D. Miller, San Francisco: Gay Sunshine Press, pp. 207–95. ISBN 978-0-940567-18-4.
- Takahashi Mutsuo (2000), "Zen’s Pilgrimage: Introduction," trad. Jeffrey Angles, Harrington Gay Men’s Fiction Quarterly, vol. 2, no. 3: 53-76. ISSN 1522-3140.
- Takahashi Mutsuo (1999),"Zen’s Pilgrimage: Conclusion," trad. Jeffrey Angles, Queer Dharma: Voices of Gay Buddhists, vol. 2, ed. Winston Leyland, San Francisco: Gay Sunshine Press, pp. 198–222. ISBN 978-0940567237.
- Takahashi Mutsuo (2006), Five Poems, trad. Jeffrey Angles, Intersections: Gender, History, and Culture in the Asian Context .
- Takahashi Mutsuo (2006), "The Snow of Memory" [extracto de Twelve Views from the Distance] , trad. Jeffrey Angles, Japan: A Traveler’s Literary Companion, Berkeley: Whereabouts Press, pp. 190–203.
- Takahashi, Mutsuo (2006), On Two Shores: New and Selected Poems, trad. Mitsuko Ohno y Frank Sewell, Dublin: Dedalus Press. ISBN 978-1-904556-49-7.
- Takahashi, Mutsuo (2006), We of Zipangu: Selected Poems, trad. James Kirkup y Tamaki Makoto, Todmorden, UK: Arc Publications. ISBN 978-1-904614-04-3.

### Vídeos de lecturas
- Vídeo de Youtube mostrando a Takahashi en una lectura en 1995 en el Festival Internacional de Poesía de Medellín, Colombia. Subtítulos en español.
- Vídeo de Youtube mostrando a Takahashi en una lectura en 2008 en el Tokyo Poetry Festival.
- Vídeo de Youtube (primera parte) mostrando a Takahashi en una lectura en 2009 en la International Poetry Nights en Hong Kong. La lectura de Takahashi comienza hacia 2:50 minutos en el vídeo.  Sin subtítulos.
- Vídeo de Youtube (segunda parte) mostrando a Takahashi en una lectura en 2009 at the International Poetry Nights en Hong Kong. Sin subtítulos.

### Poemas en línea
- Traducción al inglés de cinco poemas de Takahashi por Jeffrey Angles.
- Traducción al inglés del poema "Myself with Motorcycle" por Hiroaki Sato.

### Artículos
- Artículo en GLBTQ.
- Comentarios sobre la traducción al ingleś de Takahashi por Hiroaki Sato.

- Datos: Q3045558
- Multimedia: Mutsuo Takahashi / Q3045558